# Cataglyphis foreli
Cataglyphis foreli é uma espécie de inseto do gênero Cataglyphis, pertencente à família Formicidae.